# Vicidial

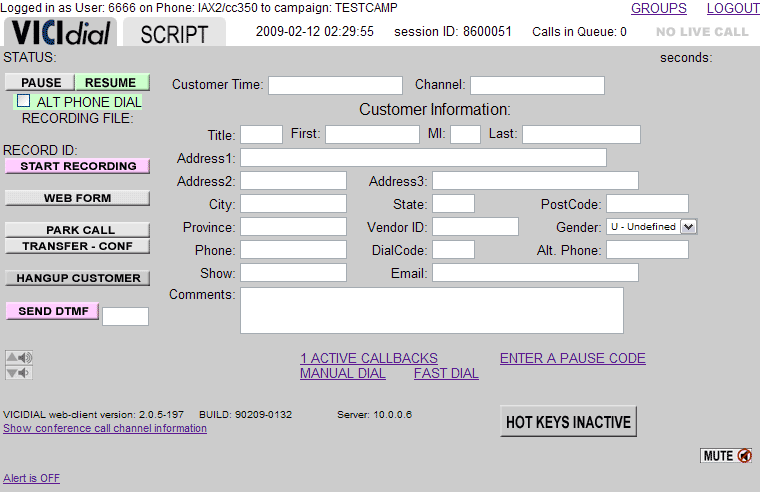
Скріншот VICIdial - робоча сторінка оператора

VICIdial —  програмне забезпечення, яке вільно розповсюджується для організації центру обробки викликів (ЦОВ, call-center) змішаного (blended) режиму з підтримкою автоматичного набору номерів, створене компанією VICIDIAL Group. Проект заснований на вільній програмній платформі IP ATC Asterisk. Оператори працюють з веб-інтерфейсом оператора, що дозволяє керувати викликами та надає всю необхідну інформацію. Можлива інтеграція системи з існуючими бізнес-додатками, які використовуються на підприємстві. Адміністратори та менеджери керують системою за допомогою службового web-інтерфейсу .
VICIdial - вільний ЦОВ з розвиненим функціоналом. У світі налічується понад 1000 успішно працюючих ЦОВ на основі цього ПЗ, ємність деяких досягає понад 400 операторів, що одночасно працюють. Крім безкоштовного ПЗ, існує платна версія, що ліцензується, пропонована на сайті www.vicidial.com .
У 2018 році на базі VICIdial було створено контакт-центр для державного підприємства УкрПошта   .

## Основні можливості VICIdial
- обробка вхідних дзвінків, вихідних дзвінків, робота в змішаному режимі
- зовнішні виклики за командами операторів, широкомовні, передиктивний набір (автоматична система набору)
- web-інтерфейс оператора
- web-інтерфейс для адміністрування системи та проектів
- можливість роботи з операторами, що працюють віддалено
- вбудовані можливості реєстрації (запису) дзвінків
- тристоронні дзвінки з інтерфейсу оператора
- обробка відкладених дзвінків (передзвонити пізніше): тим же оператором, будь-яким оператором
- скриньки голосової пошти та IVR, що настроюються через інтерфейс адміністрування
- масштабується до сотень операторів
- використовує всі способи підключення до телефонних мереж (VoIP, аналогові, цифрові)
- відкрита ліцензія AGPLv2, відсутність ліцензійних виплат

## Розширений список можливостей
- оператори можуть здійснювати дзвінки клієнтам за номерами з бази даних (за допомогою інтерфейсу оператора)
- можливість відображення операторам сценаріїв дзвінків для зачитування із заповненими полями (наприклад: ім'я, адреса тощо). п. )
- система автоматичного набору телефонних номерів з комутацією операторам дзвінків, що тільки встановилися.
- адаптивні алгоритми автоматичного набору номерів та встановлення викликів
- гнучке використання ресурсів кластера серверів Asterisk з метою однієї чи кількох проектів
- можливість переведення дзвінка особі, яка закриває правочин, або перевіряє
- можливість простої інтеграції з веб-додатками (дзвінок URL для відображення форми)
- можливість у проектах з автоматичним набором номера спочатку скомутувати виклик на IVR, а вже потім на оператора
- можливість масового обдзвону з відтворенням записаного повідомлення
- можливість паркування викликів із залежною від проекту музикою на утриманні
- можливість надсилання дзвінків до голосової пошти, черги, або переведення на виділений для проекту номер, якщо оператори не доступні
- можливість здійснювати дзвінки з різних номерів (установка CallerID) для різних проектів або списків дзвінків
- можливість збору CallerID при обробці вхідних дзвінків
- можливість роботи як розподільника дзвінків (ACD) для вхідних дзвінків або під час перекладу дзвінків особам, які закривають угоди
- можливість роботи оператора як на вхідних, так і вихідних дзвінках в одній сесії (змішаний або blended режим роботи)
- можливість розпочати або закінчити запис розмови оператора у будь-який момент часу
- можливість автоматичного запису всіх дзвінків
- можливість набору кількох різних номерів одного клієнта до першої відповіді
- можливість відкласти дзвінок (передзвонити пізніше) як для того ж оператора, так і для будь-якого оператора
- перегляд інформації про контакт перед дзвінком (в ручному режимі дзвінка)
- можливість роботи з операторами, розміщеними поза центром обробки дзвінків (робота у віддаленому режимі)
- клавіші швидкого завершення дзвінків із встановленням статусу
- можливість встановлювати власні статуси завершення дзвінків
- можливість повторного обдзвонити номери з певним статусом вже здійснених попередніх дзвінків без перезавантаження всього списку контактів
- можливість задавати власні запити до бази даних під час обдзвону в рамках проекту
- можливість роботи з урахуванням діапазону часових зон та днів тижня
- автовідкриття автовідповідачів, відтворення повідомлення
- одночасна робота з множинними проектами та списками контактів
- можливість обмежити дзвінки за часом
- списки заборони дзвінків (не дзвоніть мені, DNC) в рамках всієї системи, в рамках проекту (включаються та вимикаються)
- конференції з третіми особами (з макросами DTMF та швидким набором)
- сліпий переклад викликів третій стороні
- конференція з третіми особами без участі оператора
- музика на утриманні та звуки нотифікації операторів (у рамках проекту)
- облік часу роботи операторів, повна статистика за викликами
- балансування навантаження усередині кластера серверів
- балансування навантаження підключення операторів до серверів кластера, резервування серверів для підключення операторів
- звіти у реальному часі
- моніторинг проекту у реальному часі
- тонка настройка прав користувачів у системі
- можливість для супервайзерів прослуховувати дзвінки у реальному часі
- можливість для супервайзерів підключатися до дзвінка у реальному часі
- можливість для супервайзерів змінювати черги операторів
- можливість для операторів встановлювати коди (статуси) пауз та тимчасової відсутності
- можливість для операторів керувати гучністю дзвінків, відключення звуку (mute)
- можливість для операторів бачити статуси інших операторів
- можливість для операторів переглядати інформацію про дзвінки у черзі
- можливість для операторів вручну вибирати дзвінки з черги
- управління робочими змінами операторів
- обчислення часу очікування, місця у черзі, черги переповнення та інші можливості для вхідних викликів
- маршрутизація та пріоритизація за вміннями та навичками (skills) в рамках черги чи проекту
- пріоритизація черг за проектами
- черга викликів для одного оператора
- багатофункціональний програмний інтерфейс (API) для керування сесією оператора (включаючи клік-для-дзвінка) ззовні інтерфейсу оператора
- API для роботи зі списками контактів
- утиліти розвантаження даних
- додаток для обліку робочого часу операторів
- адміністрування через веб-інтерфейс
- керування телефонами, зовнішніми підключеннями через веб-інтерфейс